# Serge Dubor
Serge Dubor est un réalisateur français.

## Biographie
Réalisateur d'un unique long métrage sorti en 1981, Serge Dubor a travaillé ensuite pour la télévision.

## Filmographie

### Courts métrages
- 1974 : Les Cascadeurs
- 1976 : Walter (présenté à la Quinzaine des réalisateurs)[1]
- 1979 : Paysage avec un prince charmant
- 1997 : 2 CV, l'amour toujours[2]
- 1998 : La fabuleuse histoire de la DS
- 2001:  Nom d'une pipe

### Longs métrages
- 1981 : Cargo

### Assistant réalisateur
- 1975 : Vincent mit l'âne dans un pré (et s'en vint dans l'autre) de Pierre Zucca